# Виельгорский, Юзеф
Граф Юзеф Виельгорский (1759, Горохов — 1817, Русинув) — военный и государственный деятель Речи Посполитой, Варшавского герцогства и Царства Польского. Военный министр и сенатор-воевода Царства Польского (1815—1816).

## Биография
Представитель польского дворянского рода Виельгорских герба «Кердея». Третий сын кухмистра великого литовского Михаила Виельгорского (ок. 1730—1794) и Эльжбеты Огинской (1731—1771).
Первоначально служил в австрийской армии. В 1789 году вернулся на родину и перешёл на службу в польскую армию. В 1792 году участвовал в русско-польской войне на Волыни. После капитуляции польского короля и присоединения его к Тарговицкой конфедерации Юзеф Виельгорский вышел в отставку и эмигрировал в Вену.
В 1794 году в начале польского восстания под руководством Тадеуша Костюшко Юзеф Виельгорский вернулся на родину и в чине полковника поступил в повстанческую армию. Был отправлен в Париж, чтобы добиться от французского революционного правительства помощи для Польши. После поражения восстания Юзеф Виельгорский остался во Франции и пытался склонить Комитет общественного спасения сформировать польский корпус в составе французской революционной армии.
Позднее вместе с генералом Яном Генриком Домбровским участвовал в создании польских легионов в Италии. В 1797 году получил чин генерала французской армии. В 1797-1802 годах служил в польских легионах в Италии, где командовал 1-м легионом. Во время итальянской кампании был взят в плен австрийцами под Мантуей. В знак протеста против заключения мира с Австрией Юзеф Виельгорский подал в отставку и вернулся в Польшу.
В 1809 году Юзеф Виельгорский был организатором вооруженных сил в Кракове и Кельцах в связи с вторжением австрийской армии. С 8 августа 1809 года глава военного департамента Временного правительства обеих Галиций по военным нуждам. В 1810 году был назначен руководителем по снабжению продовольствием армии Варшавского герцогства. С 1811 года — заместитель военного министра, князя Юзефа Понятовского, и дивизионный генерал. Из-за болезни Юзеф Виельгорской во время русской кампании Наполеона Бонапарта с незначительными силами оставался в Варшаве.
В 1815-1816 годах — формальный военный министр и сенатор-воевода Царства Польского.
Кавалер орденов Белого Орла (1815), Virtuti Militari и Почётного легиона.